# Церква Святого Апостола і Євангеліста Луки (Городнє)
Церква Святого Апостола і Євангеліста Луки — чинна церква УПЦ Московського патріархату у селі Городнє Любомльського району Волині. Настоятель - прот. Віктор Івчик. Храм є пам'яткою архітектури місцевого значення.

## Історія
Церква Святого Апостола Луки побудована в 1745 році. Оскільки церква була замалою для парафіян, у 1859 році її було перебудовано. Прибудовано передню частину церкви та нову дзвіницю, по-новому розписано внутрішні стіни церкви. 
У 2000 році в церкві сталася пожежа. Вогонь знищив 15 квадратних метрів купола, вигоріла ризниця. Після пожежі церква потребувала значного ремонту. На зовнішні ремонтні роботи, які розпочала одна з любомльських будівельних організацій майже відразу після пожежі, надійшли кошти від владики Варфоломія, деяких організацій та зібрані односельцями. До Великодніх свят 2002 року коштами архієпископа Варфоломія церква була повністю відреставрована. 
Село Городнє є батьківщиною Високопреосвященнішого архієпископа Варфоломія. Тут він народився, тут пройшли його юнацькі роки. Управляючи Рівненською єпархією, владика Варфоломій не забуває і своє рідне село. Вже стало традицією приїзд архієпископа Варфоломія на престольне свято храму. Багато сил прикладає владика і для духовного процвітання с. Городнє. 

## Зображення
- Церква Святого Апостола і Євангеліста Луки в селі Городно (фото 1)[недоступне посилання з липня 2019]
- Церква Святого Апостола і Євангеліста Луки в селі Городно (фото 2)